# Am stram gram
Pour les articles homonymes, voir Am stram gram (homonymie).
 (août 2012).
Am stram gram (ou ams tram gram ou bien amstramgram) sont les premiers mots d'une comptine enfantine : 
Am, stram, gram,
Pic et pic et colégram,
Bour et bour et ratatam,
Am, stram, gram.

## Origine
Cette comptine dont les mots n'ont aucun sens (ni aucune graphie exacte) en français, pourrait être la déformation phonétique d'une ancienne comptine germanique. Comme de nombreuses comptines, elle commence par l'énumération première « Un, deux, trois », soit « Eins, zwei, drei » en allemand contemporain.
La traduction de la comptine germanique donne à peu près ceci (on remarquera la ressemblance phonétique entre Reiter (cavalier en allemand) et rata dans ratatam) :
Une, deux, trois,
Vole, vole, hanneton,
Cours, cours, cavalier,
Une, deux, trois.
Une autre interprétation l'apparente à la persistance d'une incantation chamanique d'origine nordique en vigueur dans les veillées funèbres chez les Francs. Elle permettrait la possession de l'officiante par l'esprit loup. Les paroles originales auraient été :
Emstrang Gram

Bigà bigà ic calle Gram

Bure bure ic raede tan

Emstrang Gram
ce qui se traduirait par :
Toujours fort Grain
Viens donc viens, j'appelle Grain,
Surviens car je mande au brin,
Toujours fort Grain.
À manger ! (Mos- incantation finale)
Le brin (tan) étant la baguette des sorts, et Grain le « Grain de la Lune », le loup céleste. À rapprocher de Ysengrin, le nom du loup dans le roman de Renart.[réf. nécessaire]

## Variantes
On peut aussi trouver la comptine sous cette forme :
Am, stram, gram,
Pic et pic et colégram,
Bour et bour et ratatam,
Am, stram, gram ; pic ! cœur ! dam.
ou encore :
Am, stram, gram,
pic et pic et colégram,
Bour et bour et ratatam,
Am, stram, gram ; pic ! monsieur ; pic ! madame.
On peut aussi parfois ajouter les paroles suivantes à la fin de la comptine pour changer le processus de sélection et le faire apparaître moins déterminé.
Mais comme le roi (et la reine)
ne le veut (veulent) pas,
ça sera toi !

## Interprétations musicales notables
Mylène Farmer a interprété la chanson L'Âme-stram-gram qui reprend les lignes de cette comptine.